# Joseph Franklin Rutherford
Joseph Franklin Rutherford, též soudce Rutherford, anglicky Judge Rutherford (8. listopadu 1869 Versailles, Missouri – 8. ledna 1942 San Diego, Kalifornie) byl vůdce náboženské společnosti Svědků Jehovových a druhý prezident náboženské organizace Watch Tower Bible and Tract Society of Pennsylvania (Strážní věž, pensylvánská biblická a traktátní společnost). Hrál hlavní roli v organizaci a doktrinálním vývoji Svědků Jehovových, kteří vznikli z hnutí Badatelů Bible, jež založil Charles Taze Russell.
Rutherford zahájil kariéru jako právník, pracoval jako soudní stenograf, soudní právník a prokurátor. Někdy po roce 1895 se stal zvláštním soudcem ve 14. soudním okrese Missouri. Začal se zajímat o učení prezidenta společnosti Watch Tower Society Charlese Taze Russella, což vedlo k jeho vstupu do hnutí Badatelů Bible, kde byl pokřtěn v roce 1906. V roce 1907 byl jmenován právním zástupcem Společnosti Strážná věž a před svým zvolením prezidentem v roce 1917 byl cestujícím zástupcem. Začátek jeho předsednictví byl poznamenán sporem s představenstvem společnosti, když jej čtyři ze sedmi členů obvinili z autokratického chování a snažili se omezit jeho pravomoci. Vzniklá krize vedení rozdělila komunitu badatelů Bible a přispěla ke ztrátě sedminy přívrženců do roku 1919 a dalších tisíců do roku 1931. Rutherford a sedm dalších vůdců Strážní věže byli v roce 1918 uvězněni poté, co byli obviněni ohledně obsahu jimi vydané knihy The Finished Mystery, považované za pobuřující pro její odmítání první světové války.
Rutherford zavedl mnoho organizačních a doktrinálních změn, které pomohly formovat současnou víru a praktiky Svědků Jehovových. Celosvětové hnutí Badatelů Bible podřídil centralizované administrativní struktuře, kterou později nazval teokracií, a požadoval, aby všichni přívrženci kázali a distribuovali literaturu chozením ode dveří ke dveřím a pravidelně podávali zprávy o své kazatelské činnosti. V rámci týdenních bohoslužebných setkání také zavedl program výcviku v řečnictví. Stanovil rok 1914 jako datum Kristova neviditelného návratu; tvrdil, že Kristus zemřel spíše na stromě než na kříži; formuloval současný jehovistický koncept Armageddonu jako Boží války proti zlým lidem a posílil víru, že začátek Kristovy tisícileté vlády je velmi blízko. Odsoudil tradiční oslavy, jako jsou Vánoce a narozeniny, projevy úcty ke státním vlajkám a zpívání národních hymen. V roce 1931 zavedl název „Svědkové Jehovovi“ a v roce 1935 termín „sál Království“ pro jehovistické kostely.
Napsal jednadvacet knih a k roku 1942 zajistil distribucí téměř 400 milionů knih a brožur. Přes výrazné poklesy členstva ve dvacátých letech se na konci 25 let Rutherfordova prezidentství celkový počet členů zvýšil více než na šestinásobek výchozího stavu.